# アシルカルニチンヒドロラーゼ
アシルカルニチンヒドロラーゼ(Acylcarnitine hydrolase、EC 3.1.1.28)は、以下の化学反応を触媒する酵素である。
O-アシルカルニチン + 水{\displaystyle \rightleftharpoons }脂肪酸 + L-カルニチン
従って、基質はO-アシルカルニチンと水の2つ、生成物は脂肪酸とL-カルニチンの2つである。
この酵素は加水分解酵素に分類され、特にエステル結合に作用する。系統名は、O-アシルカルニチン アシルヒドロラーゼ(O-acylcarnitine acylhydrolase)である。ビタミンB6の代謝に関与している。